# مهدی تیکدری‌نژاد
‌
مهدی تیکدری‌نژاد (زاده ۲۳ تیر ۱۳۷۵ در کرمان) بازیکن فوتبال اهل ایران است که در پست مدافع راست برای باشگاه فولاد مبارکه سپاهان در لیگ برتر خلیج فارس بازی می‌کند.

## دوران باشگاهی
وی سابقه بازی در تیم های مس کرمان، تراکتور تبریز و گل‌گهر سیرجان را در سابقه کارنامه خود دارد.